# Rößleinsmühle
Rößleinsmühle (fränkisch: Resslasmill) ist ein Wohnplatz der kreisfreien Stadt Schwabach (Mittelfranken, Bayern). Rößleinsmühle liegt in der Gemarkung Schwabach.

## Geographische Lage
Die aus zwei Wohngebäuden bestehende Einöde liegt am linken Ufer der Schwabach. Ein Anliegerweg führt 450 Meter westlich nach Schwabach.

## Geschichte
1726 wurde diese als Mahlmühle auf der sogenannten als „Rößleinssweide“ errichtet. Gegen Ende des 18. Jahrhunderts bestand Rößleinsmühle aus einem Anwesen. Das Hochgericht übte das brandenburg-ansbachische Oberamt Schwabach aus. Das Stadtrichteramt Schwabach war Grundherr der Mahl-, Säg- und Schleifmühle. Unter der preußischen Verwaltung (1792–1806) des Fürstentums Ansbach erhielt die Rößleinsmühle die Hausnummer 500 des Ortes Schwabach.
Von 1797 bis 1808 unterstand der Ort dem Justiz- und Kammeramt Schwabach. Im Rahmen des Gemeindeedikts wurde Rößleinsmühle dem 1808 gebildeten Steuerdistrikt Schwabach und der 1818 gebildeten Stadt II. Klasse Schwabach zugeordnet.

## Einwohnerentwicklung
| Jahr      | 001818 | 001836 | 001840 | 001861 | 001871 | 001885 |
| Einwohner | 5      | 8      | 8      | *      | 12     | 13     |
| Häuser    | 2      | 1      | 1      |        |        | 1      |
| Quelle    | [ 8 ]  | [ 9 ]  | [ 10 ] | [ 11 ] | [ 12 ] | [ 13 ] |

## Religion
Rößleinsmühle ist evangelisch-lutherisch geprägt und bis heute in die Stadtkirche St. Johannes und St. Martin (Schwabach) gepfarrt. Die Katholiken sind nach St. Sebald (Schwabach) gepfarrt.